# Friesea ladeiroi
Friesea ladeiroi is een springstaartensoort uit de familie van de Neanuridae. De wetenschappelijke naam van de soort is voor het eerst geldig gepubliceerd in 1959 door da Gama.